# Eve of Destruction/What Exactly's the Matter With Me
Eve of Destruction/What Exactly's the Matter With Me è un singolo di Barry McGuire, pubblicato nel 1965.

## Tracce
LATO A
1. Eve of Destruction (P .F. Sloan)

LATO B
1. What Exactly's the Matter With Me (P.F. Sloan)

## Formazione
- P.F. Sloan alla chitarra,
- Hal Blaine: batteria
- Larry Knetchel: basso